# Ото фон Квален
Ото фон Квален (на немски: Otto von Qualen; * 11 ноември 1697; † 10 октомври 1767 във Виндеби, Шлезвиг-Холщайн) е благородник от стария род Квален в Шлезвиг-Холщайн, господар на Виндеби, херцогски камер-юнкер и датски конференц-съветник.
Той е малкият син на Ото фон Квален (1653 – 1698), собственик в Зиген и Виндеби, датски камерхер, княжески епископски таен съветник, и съпругата му Мария Фредерика Ветцел фон Марсилиен (1661 – 1719), дъщеря на Йохан Лудвиг Ветцел фон Марсилиен (1596 – 1659) и Анна Катарина фон Берга (1618 – 1680). Внук е на значимия холщайнски дипломат Клауз фон Квален (1602 – 1664) и Абел Рантцау (1627 – 1699).
Брат е на Абел Катарина фон Квален (1685 – 1710), омъжена за фрайхер Йаспер Вилхелм фон Меерхаймб (1665 – 1731), и на Йеспер Лудвиг фон Квален (1687 – 1752), женен на 12 януари 1712 г. за Хелвиг Фредерика фон Алефелдт (1691 – 1777), дъщеря на Йохан Рудолф фон Алефелдт (1668 – 1703) и Магдалена Хелвиг Румор.

## Фамилия
Ото фон Квален се жени на 31 януари 1721 г. за Доротея фон Алефелдт (* 14 юни 1702, Ескилсмарк; † 9 декември 1792), дъщеря на граф Кай Буркхард фон Алефелдт (1671 – 1718) и Шартота Амалия фон Холщайн (1681 – 1752). Те имат син:
- Фредерик Кристиан фон Квален (* 2 февруари 1724, Виндеби; † 16 ноември 1792, Виндеби), женен за Хилдеборг Маргрета Холк-Винтерфелдт (* 5 октомври 1739, Оребигард; † 6 ноември 1817, Кристианссаеде); имат дъщеря